# Petrobras
Petroleo Brasileiro SA hay thường gọi là Petrobras (phát âm tiếng Bồ Đào Nha:  [ˌpɛtɾobɾas]) là một công ty năng lượng đa quốc gia  của Brazil, có trụ sở chính tại Rio de Janeiro, Brazil. Đây là công ty lớn nhất ở Nam bán cầu về vốn hóa thị trường và là công ty lớn nhất ở Mỹ Latinh về doanh thu trong năm 2011.
Petrobras được thành lập vào năm 1953. Và khi công ty không còn là độc quyền về pháp lý trong ngành công nghiệp dầu khí vào năm 1997, Brazil vẫn là một nước sản xuất dầu lớn, với sản lượng hơn 2 triệu thùng (320.000 m³) mỗi ngày. Petrobras sở hữu nhà máy lọc dầu, tàu chở dầu, và là nhà phân phối chính các sản phẩm về dầu. Petrobras là công ty đi đầu thế giới trong việc phát triển công nghệ tiên tiến khai thác dầu nước ở các vùng biển sâu.
Tháng 9 năm 2010, Petrobras đã tiến hành bán cổ phần lớn nhất trong lịch sử của công ty này, với giá trị cổ phiếu đạt 72,8 tỷ USD đã được công ty bán trên sàn giao dịch chứng khoán BM&F Bovespa. Sau khi bán, Petrobras ngay lập tức trở thành công ty lớn thứ tư trên thế giới về vốn hóa thị trường.

## Tổng quan
Petrobras có hoạt động khai thác dầu mỏ và năng lượng đáng kể ở 18 quốc gia tại châu Phi, Bắc Mỹ, Nam Mỹ, Châu Âu, và châu Á. Giá trị cổ phiếu cũng như bất động sản ở Brazil ước đạt tổng giá trị tài sản 137,3 tỷ USD (năm 2012). Petrobras là công ty lớn nhất Mỹ Latinh trong năm 2008 về doanh thu (118,3 tỷ USD). Chính phủ Brazil trực tiếp sở hữu 54% cổ phiếu phổ thông của Petrobras, trong khi Ngân hàng Phát triển Brazil và Quỹ Lợi ích Quốc gia Brazil từng nằm giữ 5%, mang lại cho Nhà nước Brazil quyền sở hữu trực tiếp và gián tiếp đến 64%. Cổ phiếu của công ty được giao dịch trên sàn giao dịch BM&F Bovespa, nơi mà nó là một phần của chỉ số Bovespa Index.
Petrobras đã bắt đầu chế biến đá phiến dầu vào năm 1953, phát triển công nghệ Petrosix để chiết xuất dầu từ đá phiến dầu. Và trong những năm 1990, họ đã bắt đầu chế biến đá phiến sét. Năm 2006, Petrobras cho rằng công nghệ này có công suất thiết kế để xử lý 260 tấn/giờ đá phiến dầu. Petrobras điều hành giàn khoan dầu lớn nhất thế giới - giàn khoan dầu Petrobras 36 - cho đến khi một vụ nổ vào ngày 15 tháng 3 năm 2001 nhấn chìm nó vào ngày 20 tháng 3 năm 2001. Petrobras 36 đã được thay thế bằng FPSO-Brasil. Trong năm 2007, Petrobras khánh thành giàn khoan dầu Petrobras 52, là giàn khoan dầu lớn nhất Brazil và thứ ba trên thế giới. Công ty sử dụng quá trình H-Bio để sản xuất dầu diesel sinh học.
Petrobras cũng được công nhận là nhà tài trợ lớn nhất về nghệ thuật, văn hóa và bảo vệ môi trường ở Brazil. Trong số các sáng kiến bảo vệ môi trường, Petrobras là người ủng hộ chính về nghiên cứu bảo tồn cá voi thông qua Dự án Cá voi đầu bò Brazil  và Viện nghiên cứu cá voi lưng gù Brazil. Petrobras cũng là một nhà tài trợ của đội đua Williams F1.
Theo tạp chí Forbes, tính đến tháng 4 năm 2011, Petrobras là công ty lớn thứ 8 trên thế giới.